# Grand Prix Circuit
Grand Prix Circuit je závodní videohra, kterou vyvinula kanadská společnost Distinctive Software a v roce 1988 vydala americká firma Accolade pro MS-DOS a poté i pro Amigu, ZX Spectrum, Amstrad CPC,  Macintosh, Apple IIGS a C64. Jedná se o simulaci Formulí 1.
Herní engine je podobný tomu z jiné videohry od Accolade The Cycles: International Grand Prix Racing (1989), ve které jde o závody Mistrovství světa silničních motocyklů. Tam se však vyskytují na okruzích i mírná převýšení, což u Grand Prix Circuit chybí.

## Popis

### Nastavení
Po úvodním intru obsahujícím mj. animaci log firem Distinctive Software a Accolade a seznam tvůrců se hráč dostane do úvodní obrazovky s nastavením.
Choose Game Type – výběr herního módu:
Practice – tréninková jízda na čas bez soupeřů určená k poznání okruhu a zdokonalení jízdních technik, příp. zajíždění rekordů tratě.
Single Race – závod i s kvalifikací pouze na jediném zvoleném okruhu.
Championship Circuit – kompletní šampionát i s kvalifikacemi ke každému závodu.
Difficulty Level – výběr obtížnosti od nejlehčí (Beg. = Beginner, začátečník) po nejtěžší (Pro = profesionál). Celkem je pět stupňů obtížnosti, přičemž u dvou nejsnadnějších má např. řazení převodových stupňů na starosti počítač, nikoli hráč.
Enter Your Name – zde hráč zadá jméno, pod kterým chce soutěžit.
Laps Per Race – volba počtu kol v závodě, standardně jsou nastaveny tři, nejvyšší možný počet je 99.
Choose Your Track – volba závodního okruhu z osmi možných (viz tabulka níže).
V další obrazovce následuje výběr závodního monopostu. K dispozici jsou tři: McLaren MP4/4, Ferrari F1-87/88C a Williams FW12. Ferrari je vhodná formule pro začátečníky. Výborná v zatáčkách, ale na rovinkách kvůli nižšímu výkonu ztrácí. McLaren je naopak rychlý, avšak obtížně se ovládá. Zvládnutí tohoto vozu vyžaduje trénink. Williams je kompromisem, dobře vybírá zatáčky a je solidní i na rovných úsecích.
| Monopost          | Motor                | Výkon motoru | Výkon motoru | Výkon motoru | Výkon motoru                          | Rychlost. stupně | Pneumatiky | Hmotnost | Hmotnost |
| Monopost          | Motor                | hp           | mech. hp     | ot/min       | Max. otáčky motoru (Redline) v ot/min | Rychlost. stupně | Pneumatiky | lbs      | kg       |
| ----------------- | -------------------- | ------------ | ------------ | ------------ | ------------------------------------- | ---------------- | ---------- | -------- | -------- |
| McLaren MP4/4     | 1,5 l Honda V6 Turbo | 790          | 800          | 11 500       | 11 500                                | 6                | Goodyear   | 1 190    | 540      |
| Williams FW12     | 3,5 l Renault V8     | 735          | 745          | 11 500       | 11 500                                | 6                | Goodyear   | 1 150    | 522      |
| Ferrari F1-87/88C | 3,5 l Ferrari V12    | 680          | 689          | 10 000       | 10 500                                | 5                | Goodyear   | 1 100    | 500      |

### Kvalifikace / závod / šampionát
Každý závod (ať už samostatný nebo v rámci šampionátu) začíná jednokolovou kvalifikační jízdou, při které je hráč na trati sám a snaží se dosáhnout nejlepšího možného času. Podle něj se pak určí pořadí na startovní čáře oproti devíti počítačem ovládaným závodníkům. V případě zajetí nejrychlejšího kvalifikačního času jezdec startuje z prvního místa (tzv. pole position), v případě nejpomalejšího času startuje v závodě z poslední, tedy desáté pozice.
Kvalifikační jízdu i závod hráč absolvuje přímo z pozice jezdce s číslem 34 sedícího v kokpitu (jiný pohled není). Nad volantem je ukazatel poškození, který při drobných kolizích a střetech se soupeři přechází postupně ze zelené přes žlutou až k červené barvě. Nalevo od něj je rychloměr. Po obou stranách jsou vnější zpětná zrcátka, kde lze sledovat dění za formulí. Během řazení se změna převodového stupně zobrazuje v pravém dolním rohu obrazovky. Horní část obrazovky je rozdělena do dvou sektorů. V levém se nachází mapka okruhu se startem/cílem, směrem jízdy a aktuální polohou všech závodníků. V pravém lze nalézt informace o aktuálním umístění hráče (P–Position) a kole (L–Lap), pod nimi běží dva časy: horní je celkový čas a spodní je čas aktuálního kola.
Každý okruh má svá specifika, kromě zatáček a esíček mohou některé z nich obsahovat i tunely. Tratě jsou však rovné, nevyskytují se zde převýšení, navíc se vždy jezdí za slunečného počasí bez deště.
V případě nedokončení kvalifikační jízdy se ve výsledkové listině zobrazí zkratka DNQ (Did Not Qualify, nekvalifikoval se), při nedokončení závodu (např. kvůli poruše motoru, nárazu do zdi či kolizi se soupeřem) se ve výsledcích zobrazí DNF (Did Not Finish, nedokončil závod). Hra nabízí možnost zastávek v boxech (tzv. pit stop), při kterých se opravují závady, dochází k tankování paliva a výměně pneumatik.
Úspěšná jízda závisí na řidičských schopnostech hráče a také na znalostech jednotlivých tratí. Pokud se hráč v závodě umístí do třetího místa, objeví se animace stupňů vítězů. Po závodním klání se objeví statistika s celkovým časem závodu, nejvyšší dosaženou rychlostí a průměrnou rychlostí, nejrychlejším kolem a jeho časem a průměrnou rychlostí. Pod ní je výsledková listina s pořadím jezdců a získanými body.
Šampionát se jede postupně – všech 8 okruhů i s kvalifikačními jízdami (seznam viz níže). Body z jednotlivých tratí se započítávají do celkového hodnocení.

## Bodování
Bodování po každém závodě je následující:
- 1. místo: 9 bodů[2]
- 2. místo: 6 bodů
- 3. místo: 4 body
- 4. místo: 3 body
- 5. místo: 2 body
- 6. místo: 1 bod[2]
- 7. místo: 0 bodů
- 8. místo: 0 bodů
- 9. místo: 0 bodů
- 10. místo: 0 bodů

## Seznam okruhů
Videohra obsahuje šest klasických závodních okruhů (Brazílie, Kanada, Velká Británie, Západní Německo, Itálie, Japonsko) a dva městské (v americkém Detroitu a v Monaku).
| Země                   | Název okruhu                          | Lokalita       | Délka trati |
| ---------------------- | ------------------------------------- | -------------- | ----------- |
| Brazílie               | Autodromo da Cidade do Rio de Janeiro | Rio de Janeiro | 3,126 mil   |
| Monako                 | Circuit de Monaco                     | Monako         | 2,068 mil   |
| Kanada                 | Circuit Gilles Villeneuve             | Montréal       | 2,740 mil   |
| Spojené státy americké | Detroit Grand Prix Circuit            | Detroit        | 2,500 mil   |
| Spojené království     | Silverstone Circuit                   | Silverstone    | 2,969 mil   |
| Západní Německo        | Hockenheimring                        | Hockenheim     | 4,223 mil   |
| Itálie                 | Autodromo Nazionale di Monza          | Monza          | 3,604 mil   |
| Japonsko               | Suzuka International Race Course      | Suzuka         | 3,499 mil   |

## Soupeři
Soupeřů ovládaných počítačem je v každém závodě devět (vždy stejní piloti). Jsou fiktivní, ale jména některých pilotů jsou částečně inspirována lidmi z vývojového týmu hry. Na C64 je místo Vita Giuffra Gregory Kwok.
| Závodník     | Stát. příslušnost | Start. číslo | Předloha     |
| ------------ | ----------------- | ------------ | ------------ |
| Don Matrelli | Itálie            | 1            | Don Mattrick |
| Peter Kurtz  | Západní Německo   | 2            |              |
| Vito Giuffre | Itálie            | 4            |              |
| Tse Sakamoto | Japonsko          | 5            |              |
| Nigel Levins | Anglie            | 9            |              |
| Toni Borlini | Itálie            | 12           |              |
| Bruno Gourdo | Francie           | 27           | Brad Gour    |
| Cal Tyrone   | USA               | 66           |              |
| Travis Daye  | Kanada            | 88           |              |